# Tod am Nachmittag
Tod am Nachmittag ist ein Essay von Ernest Hemingway, der am 26. September 1932 unter dem englischen Titel Death in the Afternoon erschien. Darin wird der Stierkampf und seine Geschichte in der Spanisch sprechenden Welt gründlich besprochen.

## Überblick
Eingangs macht der Aficionado Hemingway klar, was Stierkampf ist. Begriffe werden geklärt. Dabei erleichtert der Autor den Einstieg mit Hilfe einer Dialogpartnerin – der „Alten Dame“. Die Alte stellt die dummen Fragen, der Autor antwortet klug. Als die Dame lästig wird, wirft Hemingway sie auf S. 229 aus dem Essay heraus.
81 Schwarzweißfotos, zwischen die Seiten 240/241 gebunden, lassen den Leser immer wieder zurückblättern, wenn es ab S. 242 zur Sache geht. Kurz umrissen wird die Sache mit einem Satz: „Es gibt keinen großen Stierkämpfer, der nicht früher oder später aufgespießt wird.“ (S. 250) Große Matadore, deren Leben und Sterben Hemingway teilweise aus eigener Anschauung wiedergibt, werden vor Augen geführt.
Der Anhang ist ausgestattet mit einer bebilderten Worterklärung (S. 353–453), einigen amerikanischen Stimmen zum spanischen Stierkampf (S. 454–461) und einem Terminkalender der alljährlichen Stierkämpfe in der spanischen Welt.

## Inhalt
Hemingway gibt zu, der Stierkampf ist grausam. Der Autor will die Corrida de toros (Stierkampf) nicht rechtfertigen, sondern möchte nur möglichst zutreffend darüber erzählen. Der Stierkampf ist nach Hemingway kein Sport, sondern ein Trauerspiel, das mit dem sicheren Tod des wilden Stiers endet. Je dichter der unberittene Stierkämpfer an den Hörnern arbeitet, desto gefährlicher wird es für ihn in der geschlossenen Arena, in der jenes Trauerspiel nach historisch gewachsenen Regeln aufgeführt wird. Suerte ist der Sammelbegriff für alle Manöver des Mannes am Stier in der Arena. „Der ganze Stierkampf“, schreibt Hemingway, „basiert auf der Tapferkeit des Stiers, seiner Einfalt und seinem Mangel an Erfahrung“ (S. 183). Erfahrung hat nur der Mann, der mit der Capa (kirschfarbenes Cape) oder der Muleta (rotes Tuch über einem Stock getragen) zu Fuß auf den Kampfstier losgeht. Der Stier bringt lediglich die Kraft in die Arena mit und hat ca. 15 Minuten Zeit zum Erfahrung sammeln. Danach ist er tot. In einer Corrida töten drei Matadore je zwei Stiere. Jeder Stier sollte vier bis fünf Jahre alt sein. Weitere „Kennzeichen des Kampfstiers sind dicke und starke Haut mit glänzendem Fell, ein kleiner Kopf, aber eine breite Stirn, die Stärke und Form seiner Hörner, die vorgebogen sind, ein kurzer dicker Nacken mit dem großen Muskelhöcker, der anschwillt, wenn der Stier wütend ist, breite Schultern und die Länge und Dünne des Schwanzes“ (S. 135).
Das Trauerspiel zerfällt in drei Akte. Im ersten erfolgt die „Prüfung durch die Lanzen“. Der Stier greift die Picadores (Lanzenreiter) an und wird von den Berittenen durch Nackenstiche gereizt. Am Ende des ersten Akts werden die toten Pferde, meistens vom Stier aufgeschlitzt, bedeckt. Im zweiten Akt platzieren Banderilleros Banderillas (Stöcke mit Stahlharpune) im Stiernacken. Im dritten Akt, der Faena, besiegt der Matador den Stier im Zweikampf zu Fuß, indem er mit der Muleta den Stierkopf niederzwingt und somit den Degen zum Todesstoß zwischen die Schulterblätter setzen kann.
Hemingway schildert den Kampf berühmter Männer in der Arena sowohl aus der Historie als auch aus langjähriger Zuschauer-Erfahrung heraus.
- Der Matador Pedro Romero soll von 1771 bis 1776 über 5000 Stiere getötet haben und als 95-Jähriger normal zu Hause gestorben sein.
- Hemingway bespricht am Beispiel von Joselito die anziehende, fesselnde Wirkung, die bezaubernde Ausstrahlung des Stierkampfs. Joselito übertrug während der Faena das Gefühl seiner Unsterblichkeit auf den Zuschauer. Der große Matador wurde am 15. Mai 1920 vom Publikum geschmäht und erhielt tags darauf einen Hornstoß in den Bauch. Das eigene hervordrängende Gedärm konnte er mit zwei Händen nicht zurückhalten. Joselito starb am selben Tag auf dem OP-Tisch und wurde sofort von den Journalisten hochgejubelt.
- Der große Juan Belmonte arbeitete so dicht am Stier wie kein anderer Matador. Gegen Ende seiner Karriere wurde er in den Zeitungen zunehmend angegriffen. Nach einem schweren Hornstoß zog er sich aus der Arena zurück.
- Manuel García, genannt Maëra, wuchs mit Belmonte in Andalusien auf. Zunächst arbeitete er für Belmonte als Banderillero und stieg dann zum stolzesten Matador auf, den Hemingway je erlebt hat. Maëra ging mit Todesverachtung und voller Verve auf den Stier zu, wenn das Tier nicht angreifen mochte. Trotz erheblicher Hornverletzungen in der Achselhöhle und am Hals kämpfte er in der Arena weiter. „Er war weit über allen Schmerz hinaus“ (S. 105), schreibt Hemingway. Famos schildert der Autor den Kampf Maëras gegen den Zementstier (S. 104–105). Maëra starb in Sevilla im Krankenhaus elendiglich an Tbc (S. 107).
- Der Mexikaner Rodolfo Gaona erreichte, als er in Spanien arbeitete, im Jahre 1916 die Größe von Joselito und Belmonte. Aber ihm wurden eine Hornwunde, die Ehefrau und sein Alter zum Verhängnis. Nach Mexiko zurückgekehrt, wurde Gaona dennoch der Lehrer und das Idol der jungen mexikanischen Kämpfer.
- Rafael el Gallo setzte sich nicht unnötig der Todesgefahr aus und erfand neue Figuren, bei denen die Stierhörner am Matador knapp vorbeikommen (Manöver des Toten).
- Hemingway erlebte am 31. Mai 1931 als Zuschauer, wie Francisco Vega de los Reyes, genannt Gitanillo de Triana, in Madrid zu Tode kam, nachdem der Stier den Matador zweimal gegen die Barriere geschleudert und ihm danach in Sekundenschnelle das Horn durch den Rücken bis ins Becken getrieben hatte. Gitanillo verlor nach dem Unfall innerhalb von zweieinhalb Monaten die Hälfte seines Körpergewichts und ging qualvoll zugrunde.
- Manuel Vare, genannt Varelito, musste etliche Stöße des Stiers einstecken, bis er Ende April 1930 den todbringenden Stoß versetzt bekam. Varelito lebte bis Mitte Mai 1930.
- Manuel Baez, genannt Litri, unbesonnen, war das Fleisch für die Stiere. Er starb an Wundinfektion infolge eines Hornstoßes Anfang Februar 1926 in Málaga.

## Mors certa
Laut dem anerkannten Literaturwissenschaftler und Hemingway-Biografen Carlos Baker arbeitete der Autor von Mitte 1929 bis Herbst 1932 mit Unterbrechungen am Manuskript. Nachdem Hemingways Interesse am Stierkampf in den frühen 1920er Jahren geweckt worden sei, habe ihn das Vorhaben, ein längeres Buch darüber zu schreiben, über sieben Jahre lang beschäftigt, bevor er die Arbeiten an der Endfassung des Manuskriptes von Death in the Afternoon abgeschlossen habe. Dabei sei ihm von Anfang an bewusst gewesen, dass die Vollendung dieses Werks lange Zeit in Anspruch nehmen werde.
Nach Baker hat Hemingway den überwiegenden Teil des Manuskriptes bereits im Herbst 1930 verfasst; die fehlenden zwei Kapitel sowie die Anhänge und das Glossar stellte er bis Mitte Januar 1932 in Key West fertig. Noch im Frühjahr des Jahres traf er die letzte Auswahl des Bildmaterials für sein Buch, das er zwischen Mai und Juli 1931 im Rahmen eines weiteren Spanienaufenthaltes erworben hatte, und legte sich endgültig auf den Titel Death in the Afternoon fest. Die Korrektur der Druckfahnen nahm er dann von April bis Ende Juli 1932 auf mehreren Bootsausflügen und während seines Aufenthalts auf Kuba vor.
Laut Baker faszinierte Hemingway das kunstvolle Ritual des stilisierten professionellen Stierkampfes vor allem als bedeutsame kathartische Ausdrucksform der Tragik von Leben und Tod. Baker zufolge sah Hemingway im Stierkampf eines der einfachsten, jedoch legitimsten und grundlegenden Themen, über die ein Schriftsteller schreiben könne: „Über den Tod natürlich. Denn der ist elementar; das Einzige, was uns sicher ist.“
Im Übrigen sei sich Hemingway durchaus der Tatsache bewusst gewesen, dass er mit seinem Buch nur wenige Nichtspanier zu Freunden des Stierkampfs machen könne.
Dessen ungeachtet zeigte er sich Baker zufolge von dem einhelligen Verriss des Buches in den ersten Rezensionen enttäuscht, obwohl der mit ihm befreundete Schriftsteller John Dos Passos das Werk als „hellishly good“ („verdammt gut“) lobte und darin ein exemplarisches Vorbild für Bücher dieser Art sah.
Erst mit der ab 1935 zunehmenden Wertschätzung des Buches durch die Literaturkritik gab Hemingway sich schließlich zufrieden.

## Deutschsprachige Ausgaben
Quelle
- Ernest Hemingway: Tod am Nachmittag. Reinbek 1999, ISBN 3-499-22609-X

Erstausgabe
- Ernest Hemingway: Tod am Nachmittag. Rowohlt Verlag, Hamburg 1957. Original-Leineneinband, 312 Seiten. Autorisierte Übertragung aus dem Amerikanischen von Annemarie Horschitz-Horst, mit 81 Abbildungen und Vorsatzillustration

Sekundärliteratur
- Carlos Baker: Ernest Hemingway. Der Schriftsteller und sein Werk. S. 155–172. Reinbek 1967
- Hans-Peter Rodenberg: Ernest Hemingway. Reinbek 2002, ISBN 3-499-50626-2